# Herb McKenley
Herbert Henry McKenley (Pleasant Valley, 10 luglio 1922 – Kingston, 26 novembre 2007) è stato un velocista giamaicano.

## Biografia
Tra i suoi tanti risultati positivi, va ricordato il record olimpico nei 400 metri piani ottenuto ai Giochi di Helsinki 1952 con un tempo di 45"9 (si piazzò al secondo posto, dietro al connazionale George Rhoden, ma il tempo ufficializzato fu lo stesso per entrambi). Durante la stessa olimpiade, contribuì alla conquista del record del mondo nella staffetta 4×400 metri della squadra giamaicana: McKenley e i compagni Arthur Wint, Leslie Laing e George Rhoden corsero i quattro giri di pista in 3'04"04.

## Palmarès
| Anno | Manifestazione                    | Sede                | Evento      | Risultato | Prestazione    | Note |
| ---- | --------------------------------- | ------------------- | ----------- | --------- | -------------- | ---- |
| 1948 | Giochi olimpici                   | Londra              | 400 metri   | Argento   | 46"4           |      |
| 1948 | Giochi olimpici                   | Londra              | 4×400 metri | dnf       | dnf            |      |
| 1950 | Giochi centramericani e caraibici | Città del Guatemala | 200 metri   | Oro       | 20"9 w         |      |
| 1950 | Giochi centramericani e caraibici | Città del Guatemala | 400 metri   | Oro       | 47"8 a         |      |
| 1951 | Giochi panamericani               | Buenos Aires        | 100 metri   | Bronzo    | 11"0           |      |
| 1951 | Giochi panamericani               | Buenos Aires        | 200 metri   | Bronzo    | 21"5           |      |
| 1951 | Giochi panamericani               | Buenos Aires        | 400 metri   | Bronzo    | 48"2           |      |
| 1952 | Giochi olimpici                   | Helsinki            | 100 metri   | Argento   | 10"4 m (10"79) |      |
| 1952 | Giochi olimpici                   | Helsinki            | 400 metri   | Argento   | 45"9           |      |
| 1952 | Giochi olimpici                   | Helsinki            | 4×400 metri | Oro       | 3'04"04        |      |